# Toppserien 2006
La Toppserien 2006 è stata la 23ª edizione della massima serie del campionato norvegese femminile di calcio, l'ultima con il numero di partecipanti pari a 10 squadre. La competizione è iniziata il 6 maggio ed è terminata il 28 ottobre 2006. Il campionato è stato vinto dal Kolbotn per la terza volta, e la seconda consecutiva, nella sua storia sportiva, classificatosi a pari punti (42) con il Trondheims-Ørn ma con una migliore differenza reti, mentre la classifica delle marcatrici vede dividere il primato tra le norvegesi Elise Thorsnes e Tonje Hansen, rispettivamente dell'Arna-Bjørnar e Kolbotn, entrambe con 18 reti.

## Stagione

### Novità
Dalla Toppserien 2005 sono retrocesse il Kattem, ultimo in classifica, e l'Asker, per la cessione della licenza e fusione con lo Stabæk, mentre dalla 1. divisjon 2005 erano stati promossi l'Arna-Bjørnar e l'Amazon Grimstad, rispettivamente primo e secondo in classifica.

### Formula
Le 10 squadre partecipanti si affrontavano in un girone all'italiana con partite di andata e ritorno per un totale di 18 giornate. La squadra campione di Norvegia aveva il diritto di partecipare alla UEFA Women's Cup 2007-2008 partendo dai sedicesimi di finale. Le ultime due classificate hanno disputato un play-off contro le due squadre di 1. divisjon terza e quarta classificata per ulteriori due posti in massima serie.

## Squadre partecipanti
| Club            | Città                | Stadio                 | Stagione 2005           |
| --------------- | -------------------- | ---------------------- | ----------------------- |
| Amazon Grimstad | Grimstad             | Levermyr stadion       | 2º posto in 1. divisjon |
| Arna-Bjørnar    | Arna                 | Arna Idrettspark       | 1º posto in 1. divisjon |
| Fløya           | Tromsø               | Fløyabanen             | 3º posto in Toppserien  |
| Klepp           | Klepp                | Klepp Stadion          | 5º posto in Toppserien  |
| Kolbotn         | Kolbotn              | Sofiemyr Stadion       | Campione di Norvegia    |
| Liungen         | Lier utenfor Drammen | ???                    | 9º posto in Toppserien  |
| Røa             | Oslo                 | Røa Kunstgress         | 6º posto in Toppserien  |
| Sandviken       | Sandviken            | Stemmemyren Kunstgress | 8º posto in Toppserien  |
| Team Strømmen   | Lillestrøm           | LSK-hallen             | 2º posto in Toppserien  |
| Trondheims-Ørn  | Trondheim            | Ranheim Arena          | 4º posto in Toppserien  |

## Classifica finale
|  | Pos. | Squadra         | Pt | G  | V  | N | P  | GF | GS  | DR  |
|  | ---- | --------------- | -- | -- | -- | - | -- | -- | --- | --- |
|  | 1.   | Kolbotn         | 42 | 18 | 13 | 3 | 2  | 76 | 17  | +59 |
|  | 2.   | Trondheims-Ørn  | 42 | 18 | 13 | 3 | 2  | 47 | 10  | +37 |
|  | 3.   | Røa             | 39 | 18 | 12 | 3 | 3  | 69 | 24  | +45 |
|  | 4.   | Team Strømmen   | 38 | 18 | 12 | 2 | 4  | 47 | 25  | +22 |
|  | 5.   | Arna-Bjørnar    | 35 | 18 | 11 | 2 | 5  | 60 | 26  | +34 |
|  | 6.   | Amazon Grimstad | 23 | 18 | 7  | 2 | 9  | 42 | 32  | +10 |
|  | 7.   | Fløya           | 14 | 18 | 4  | 2 | 12 | 24 | 57  | −33 |
|  | 8.   | Sandviken       | 13 | 18 | 4  | 1 | 13 | 25 | 63  | −38 |
|  | 9.   | Klepp           | 11 | 18 | 3  | 2 | 13 | 17 | 61  | −44 |
|  | 10.  | Liungen         | 3  | 18 | 1  | 0 | 17 | 10 | 102 | −92 |

Legenda:
      Campione di Norvegia e ammessa alla UEFA Women's Cup 2007-2008
 Ammessa allo spareggio promozione-retrocessione
      Retrocessa in 1. divisjon 2007
Note:
Tre punti a vittoria, uno a pareggio, zero a sconfitta.
La classifica viene stilata secondo i seguenti criteri:
- Punti conquistati
- Differenza reti generale
- Reti totali realizzate
- Punti conquistati negli scontri diretti
- Differenza reti negli scontri diretti
- Reti realizzate in trasferta negli scontri diretti (solo tra due squadre)
- Reti realizzate negli scontri diretti
- play-off (solo per decidere la squadra campione, l'ammissione agli spareggi e le retrocessioni).

## Play-off promozione-retrocessione
Al play-off sono state ammesse la nona e la decima classificata in Toppserien, rispettivamente Klepp e Liungen, e la terza e quarta classificata in 1. divisjon, Grand Bodø e Manglerud Star. Grand Bodø e Klepp hanno vinto gli scontri diretti e sono stati rispettivamente promossi e rimasti in Toppserien. Liungen è stato retrocesso in 1. divisjon.
|                | Risultati |                | Luogo e data |
| -------------- | --------- | -------------- | ------------ |
| Grand Bodø     | 1 - 0     | Liungen        |              |
| Manglerud Star | 0 - 1     | Klepp          |              |
| Liungen        | 0 - 1     | Grand Bodø     |              |
| Klepp          | 4 - 0     | Manglerud Star |              |

## Statistiche

### Classifica marcatrici
Statistiche da sito NRK Sport.no
| Gol |  |  | Giocatore        | Squadra         |
| --- |  |  | ---------------- | --------------- |
| 19  |  |  | Elise Thorsnes   | Arna-Bjørnar    |
| 19  |  |  | Tonje Hansen     | Kolbotn         |
| 16  |  |  | Elene Moseby     | Team Strømmen   |
| 14  |  |  | Una Nwajei       | Amazon Grimstad |
| 14  |  |  | Kristine Edner   | Røa             |
| 12  |  |  | Kristin Lie      | Trondheims-Ørn  |
| 11  |  |  | Trine Rønning    | Kolbotn         |
| 11  |  |  | Guro Knutsen     | Røa             |
| 11  |  |  | Solfrid Andersen | Trondheims-Ørn  |
| 10  |  |  | Trude Amundsen   | Sandviken       |